# تشاه جا (استر أباد)
تشاه جا (بالفارسية: چه‌جا) هي قرية تقع في إيران في قسم استر أباد الریفي.